# Алдиер (футбольный клуб)
«Алдиер» — киргизский футбольный клуб, представляющий село Куршаб Ошской области. В 1998, 2014 и 2016 годах выступал в Высшей лиге Кыргызстана. В 2022 году клуб перешел во владение Ошского Государственного Университета, после чего сменил название и начал свое выступление в Премьер Лиге в сезоне 2023.

## История
Основан в 1994 году. В сезоне-1998 дебютировал в Высшей лиге Кыргызстана, приняв участие в предварительном этапе чемпионата в Южной зоне.
«Алдиер» занял 9-е место среди 12 участников Южной зоны, выиграв 6 матчей, сыграв вничью 3 и проиграв 13. Лучшим бомбардиром команды стал Канатбек Маматов, забивший 10 голов из 31.
В этом же сезоне «Алдиер» стал участником 1/16 финала Кубка Кыргызстана, проиграв на этой стадии ФК «Ноокат» с крупным счётом (0:4).
В последующие годы клуб был участником региональных соревнований юга Кыргызстана. А на рубеже 2000-х и 2010-х годов стал одной из сильнейших команд региона.
В 2009 году был серебряным призёром Южной зоны Первой лиги. В 2010 году вышел в 1/8 финала Кубка страны, где проиграл 0:4 будущему чемпиону — «Нефтчи» (Кочкор-Ата).
В 2011-2013 годах «Алдиер» трижды подряд побеждал в Южной зоне Первой лиги чемпионата Кыргызстана. Дважды (в 2011 и 2012 годах) лучшим бомбардиром турнира становился атакующий полузащитник «Алдиера» Айбек Сулайманов.
В 2013 году клуб был абсолютным чемпионом Первой лиги, в двухматчевом противостоянии превзойдя победителя Северной зоны «Наше пиво» (Кант) — 0:0 и 1:0.
В 2014 году «Алдиер» после 16-летнего перерыва снова принимал участие в Высшей лиге чемпионата Кыргызстана. Играющим тренером команды был 38-летний Айбек Сулайманов (чемпион Кыргызстана 2003 года в составе «Жаштыка-Ак-Алтына» из Кара-Суу), которого после первой половины сезона сменил Улугбек Курманбеков.
По итогам чемпионата страны «Алдиер» занял 5-е место среди 8 участников, выиграв 7 матчей, сыграв вничью 3 и проиграв 10. Лучшим бомбардиром клуба в сезоне стал Аброр Кыдыралиев (9 голов) — чемпион Кыргызстана-2013 в составе ошского «Алая».
Перед началом сезона-2015 «Алдиер» из-за финансовых проблем отказался от выступления в Высшей лиге и заявился в Первую лигу. Клуб в очередной раз победил в турнире Южной зоны, а в матчах за абсолютное первенство в Первой лиге уступил клубу «Кара-Балта».
В 2016 году команда снова участвовала в Высшей лиге Кыргызстана, но заняла последнее, 7-е место, причём (по некоторым данным) представляла в этом сезоне не Куршаб, а Узген.
В 2017 году «Алдиер» занял 5-е итоговое место в Южной зоне Первой лиги, не доиграв сезон до конца из-за финансовых проблем.